# Golpayegan e Khvansar (circoscrizione elettorale)
La Circoscrizione Golpayegan e Khvansar è un collegio elettorale iraniano (situato nella Provincia di Esfahan) istituito per l'elezione dell'Assemblea consultiva islamica. 

## Funzione
La Circoscrizione Golpayegan e Khvansar elegge 1 membro del parlamento. Attualmente Ali Bakhtiar è il suo rappresentante.